# Swainsona ecallosa
Swainsona ecallosa är en ärtväxtart som beskrevs av Thomas Archibald Sprague. Swainsona ecallosa ingår i släktet Swainsona och familjen ärtväxter. Inga underarter finns listade i Catalogue of Life.